# 春夏秋冬 (テレビ番組)
『春夏秋冬』（しゅんかしゅうとう）は、かつて存在した日本のトーク番組である。1956年（昭和31年）の放送開始時の番組名は『雨・風・曇』（あめ・かぜ・くもり）であった。番組開始当初から暫くはモノクロ放送だったが、1971年4月11日放送分からはカラー放送となった。

## 略歴・概要
1956年（昭和31年）6月、日本テレビ放送網が、社会時評番組『雨・風・曇』として放送を開始した。オリオン社の社長で、日本テレビの番組に関わり、本番組のプロデューサーを務める作家・画家の片柳忠男が、同年、『雨・風・曇 - 宣伝という窓から見れば』を新聞研究社から上梓した。初期のレギュラー出演者は、作家・俳優の徳川夢声、元朝日新聞記者でジャーナリストの渡辺紳一郎、慶應義塾大学教授の奥野信太郎、詩人のサトウハチロー、漫画家の近藤日出造であった。20局ネットの人気番組となる。
1959年（昭和34年）6月25日、プロ野球の「天覧試合」が行われ、NHKとともに同局が放送権を獲得、テレビ中継を行い、中継終了と同時に本番組を開始した。番組内では、天覧試合について語られた。同年11月に『春夏秋冬』と改題して放送はつづいた。当初は水曜夜の番組であったが、途中で日曜日の朝の番組に変更になった。また1978年（昭和53年）以降、『24時間テレビ「愛は地球を救う」』が放送される日は番組を休止していた。
1963年（昭和38年）、井上和男監督の映画『「可否道」より なんじゃもんじゃ』に、「春夏秋冬の名士たち」の役で、本番組のレギュラー出演者の、徳川夢声、渡辺紳一郎、奥野信太郎、サトウハチロー、近藤日出造がそろって出演している。徳川夢声は、放送開始当初からのレギュラー出演者で、1971年（昭和46年）4月に健康上の理由から引退。徳川の最後のレギュラー番組となった。奥野は1968年（昭和43年）、サトウは1973年（昭和48年）、渡辺は1978年（昭和53年）、近藤は1979年（昭和54年）に死去している。
長寿番組であったが、1982年3月28日に放送を終了した。片柳忠男は1985年（昭和60年）に死去した。

## 放送データ
- 放送時間：毎週水曜22:30 - 23:00→毎週水曜23:00 - 23:30→毎週水曜23:15 - 23:45→毎週水曜22:30 - 23:00 → 毎週日曜9:00 - 9:30→毎週日曜12:15 - 12:45（30分）→毎週日曜8:30 - 8:55（25分。残り5分は『レースガイド』）
- 放送期間：1956年6月23日 - 1982年3月28日
- 放送国： 日本
- 制作局：日本テレビ放送網

- プロデューサー：片柳忠男
- 提供：山口自転車（一社）→中外製薬（一社）→古河グループ（単独）→清水建設（一社）→複数社。なお『雨・風・曇』時代は、一貫して中外製薬一社提供。

## 主な出演者
- 徳川夢声
- 山本嘉次郎
- サトウハチロー
- 近藤日出造
- 堀内敬三
- 渡辺紳一郎
- 辰野隆
- 奥野信太郎
- 藤浦洸
- 原田三夫
- 荒垣秀雄
- 扇谷正造
- 草柳大蔵
- 加藤芳郎
- 桂米朝
- 荻昌弘

## ビブリオグラフィ
国立国会図書館所蔵のもの。
- 『雨・風・曇 - 宣伝という窓から見れば』、片柳忠男、新聞研究社、1956年 [7]
- 『雨・風・曇』、片柳忠男、オリオン社、1961年 [11]
- 『なんでも喋ろう』、編著片柳忠男、オリオン社、1963年 [12]
- 『春夏秋冬』、著・出版日本テレビ放送網、1981年4月 [13]